# 스탠 스미스

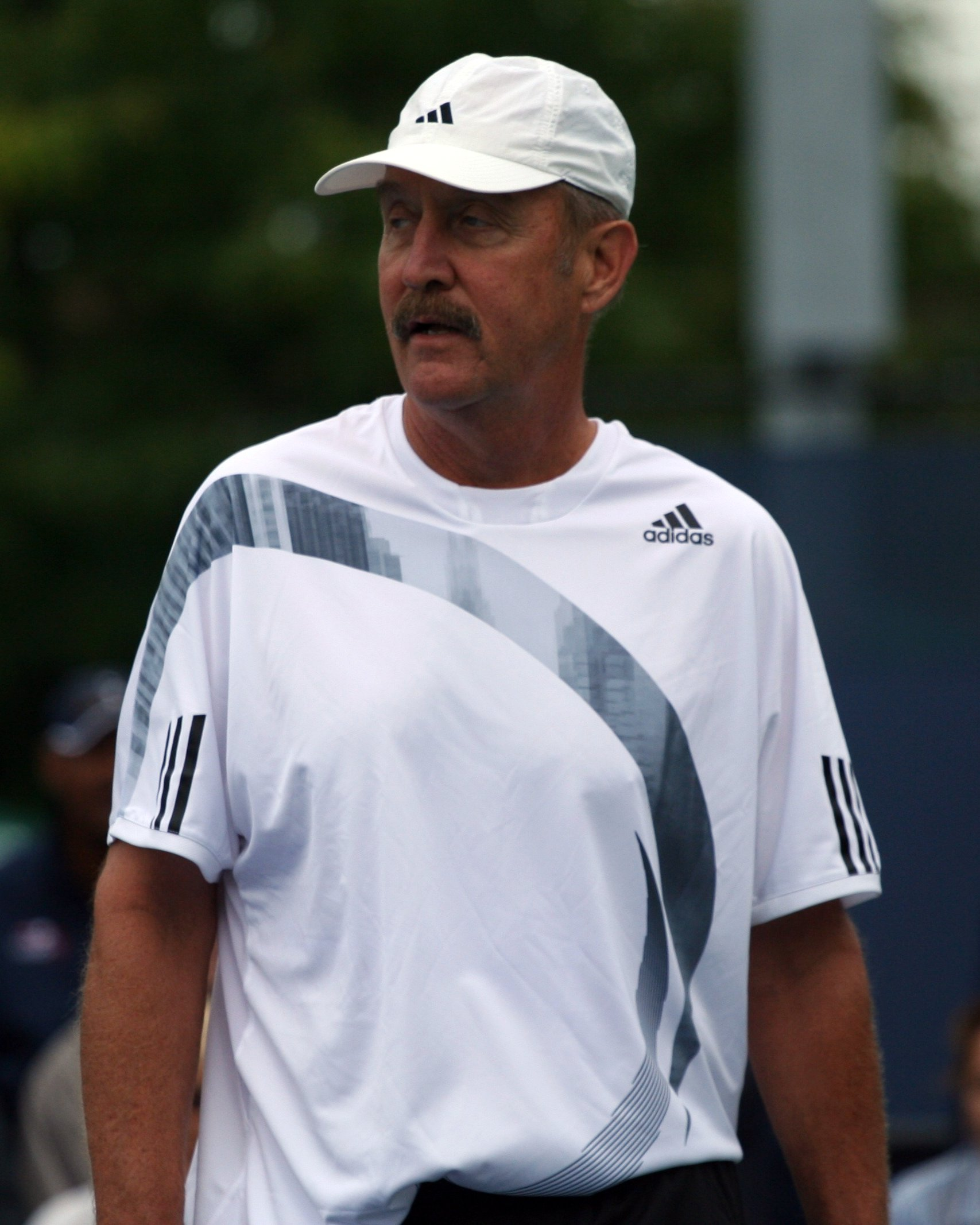
스탠 스미스

스탠 스미스(Stanley Roger Smith, 1946년 12월 14일 ~ )는 미국 캘리포니아주 로스앤젤레스군 패서디나 (캘리포니아주) 출신의 전 미국 테니스 선수로 1970년 대 테니스 계를 이끌었던 테니스 선수이다. 아디다스 오리지널에서 나오는 신발인 '스탠 스미스'도 이 사람의 명칭에서 따온 것이다